# Straat van Korfoe-incidenten

Straat van Korfoe tussen het eiland Korfoe en het Albanese vasteland.

De incidenten in de Straat van Korfoe waren drie incidenten met schepen van de Britse marine in de Straat van Korfoe in 1946.

## Geschiedenis

### Vooraf
Na de Tweede Wereldoorlog had het Verenigd Koninkrijk de Straat van Korfoe mijnenvrij gemaakt. De zeedoorgang werd beschouwd als internationale wateren.

### Het eerste incident

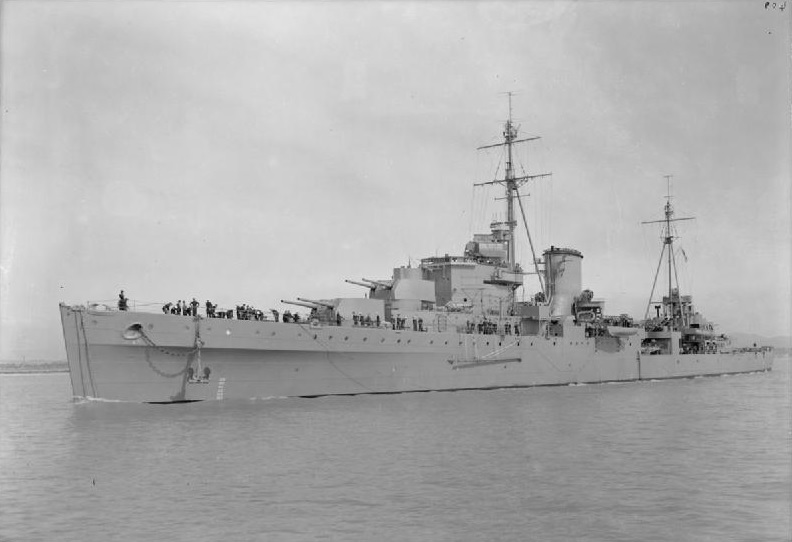
De HMS Orion anno 1942.

Op 15 mei 1946 passeerden twee schepen van de Britse zeemacht, de HMS Orion en de HMS Superb, de Straat van Korfoe. Onderweg werden ze beschoten vanuit de forten op het Albanese vasteland. Er waren geen slachtoffers en er was geen schade maar Groot-Brittannië eiste wel een publieke verontschuldiging van Albanië. Die kwam er nooit. Albanië beschuldigde in de plaats de Britse schepen van schending van zijn territoriale wateren.

### Het tweede incident

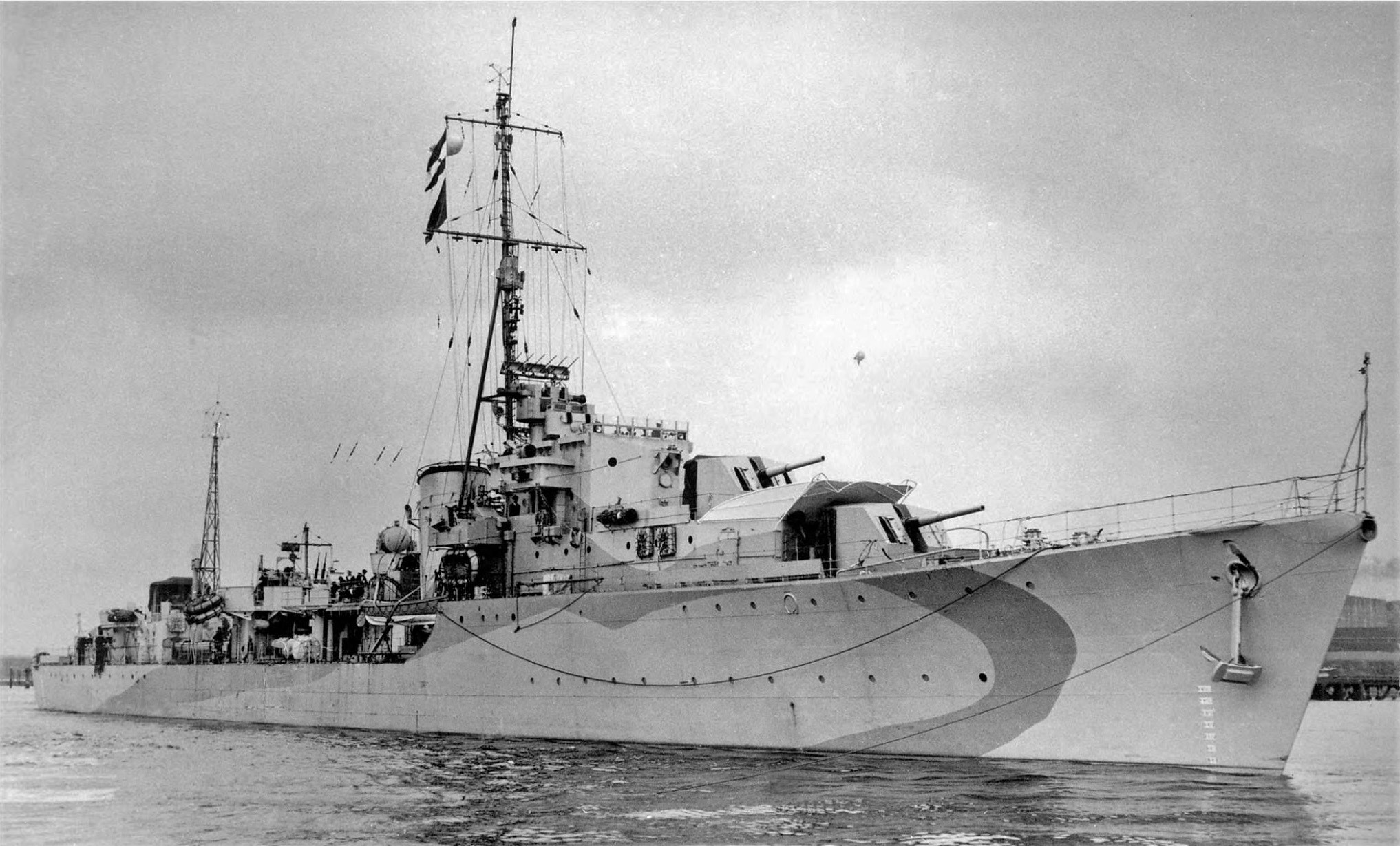
De HMS Saumarez anno 1943.

In de namiddag van 22 oktober 1946 voeren de Britse kruisers HMS Mauritius en HMS Leander en de torpedojagers HMS Saumarez en HMS Volage doorheen de Straat van Korfoe. Ze voeren dicht bij de Albanese kust onder het recht van vrije doorgang in het internationaal zeerecht. Nabij de Sarandabaai liep de Saumarez op een zeemijn en werd zwaar beschadigd. Het schip werd op sleeptouw genomen door de Volage, die echter een goed uur later zelf op een mijn liep, waarbij haar boeg werd weggeblazen. Beide schepen konden alsnog de haven van het eiland Korfoe bereiken. In totaal vielen er 44 doden en 22 gewonden op de schepen. De Saumarez was niet meer te herstellen, de Volage wel.

### Het derde incident
Na het incident met de Saumarez en de Volage werd de Straat van Korfoe opnieuw ontmijnd, inclusief de Albanese territoriale wateren. De Albanese leider Enver Hoxha klaagde hierover bij de Verenigde Naties. Onder bescherming
van oorlogsschepen werden 22 contactmijnen ontdekt en weggehaald. Na onderzoek bleken ze van Duitse afkomst te zijn, maar vrij van aantasting, pas geverfd en met pas gesmeerde ankerkettingen. Bijgevolg was het mijnenveld kort voor het tweede incident illegaal door Albanië aangelegd.

### Nasleep

#### In de jaren 1940
Groot-Brittannië eiste compensatie van Albanië maar dat weigerde. De zaak kwam ter sprake bij de VN-Veiligheidsraad die de zaak onderzocht en in resolutie 22 besliste dat Groot-Brittannië de zaak beter aanhangig maakte bij het Internationaal Gerechtshof. Dit gebeurde op 22 mei 1947 en was de eerste zaak van het Hof. Op 9 april 1949 volgde het vonnis. Albanië moest Groot-Brittannië GB£843.947 schadevergoeding betalen inclusief GB£50.000 voor de doden en gewonden. Het Hof was van oordeel dat Albanië in de fout ging door niet te waarschuwen voor het gevaar. Anderzijds was
Groot-Brittannië later in de fout gegaan door zonder toestemming een ontmijningsoperatie uit te voeren in Albanese wateren. Albanië weigerde de schadevergoeding te betalen en dus legde Groot-Brittannië beslag op 1.574 kilogram Albanees goud dat in de Bank of England lag opgeslagen.

#### In de jaren 1990
Pas na de val van het communisme in Albanië in 1991 werden de diplomatieke relaties tussen beide landen hesteld. Op 8 mei 1992 werd een overeenkomst over de kwestie aangekondigd waarbij beide landen hun spijt over het gebeurde uitten. Na lange onderhandelingen ging Albanië akkoord met het betalen van een schadevergoeding van US$2 miljoen en kreeg het land zijn goud terug.